# Pont de l'Europe, estación de Saint-Lazare
Pont de l'Europe, estación de Saint-Lazare es un cuadro del pintor francés Claude Monet. Data del año 1877 y se trata de un óleo que mide 64 cm de alto por 81 cm de ancho. Actualmente se encuentra en el Museo Marmottan-Monet de París, Francia.
Monet pintó varias series, esto es, cuadros que, teniendo el mismo objeto, diferían entre sí por mostrarlo con distintas condiciones de iluminación, representándolos en diversos estados. Se ha señalado como posible fuente de inspiración de estas series el arte japonés.
La serie sobre la estación de Saint-Lazare en París es la primera de ellas. Monet mostró siete variaciones sobre este tema en la exposición de los impresionistas de 1877, entre ellas este Pont de l'Europe.
El humo del ferrocarril resulta un atractivo soporte de la luz. El humo y la luz del cielo se unen, extendiéndose, «como un velo de seda sobre la banal estación y las fachadas de las casas».